# كوزموس 482
كوزموس 482 (الروسية: Космос 482) محاولة سوفيتية لاستكشاف كوكب الزهرة. أُطلق في 31 مارس 1972، في الساعة 04:02:33 بالتوقيت العالمي المنسق، وفشل في الهروب من مدار الأرض المنخفض. وبسبب هذا، غُير اسمه بأثر رجعي إلى «كوزموس» والذي استُخدم اسمًا للأقمار الاصطناعية التي تدور في مدار الأرض.
بعد تحقيق مدار وقوف حول الأرض، انفصلت الحمولة الكاملة لمركبة فينيرا (1972-023A) إلى جسمين. احتفظت الناقلة الرئيسة لمركبة فينيرا بالاسم 1972-023A، في حين كان الاسم 1972-023E (رقم الكتالوج 6073) لمركبة الهبوط، وهو القسم الذي كان من المفترض أن يهبط على كوكب الزهرة. عادت الناقلة الرئيسة ومراحل الصواريخ المرتبطة بها إلى الغلاف الجوي للأرض في الفترة ما بين 3 أبريل 1972 و5 مايو 1981.
خلال الفترة من 6:04 إلى 7:32 بالتوقيت العالمي المنسق في يوم 10 مايو 2025، تحطمت وحدة الهبوط أثناء مسارها فوق أستراليا والمحيط الهندي والشرق الأوسط وأوروبا. وفقًا لوكالة الفضاء الروسية روسكوزموس، تحطمت المركبة في الساعة 6:24 بالتوقيت العالمي المنسق، في شمال شرق المحيط الهندي.
وحدة الهبوط، التي يبلغ وزنها حوالي 495 كيلوغرام (1,091 رطل) ربما وصلت  سطح الأرض سليمة إلى حد كبير. إذا وجهت توجيهًا صحيحًا، فهي تتحمل تسارعًا قدره 300 جرام وضغطًا قدره 100 ضغط جوي عند دخول الغلاف الجوي لكوكب الزهرة. ومع ذلك، فإن عمر المركبة وزاوية الدخول الضحلة ربما قللت من قدرتها على البقاء؛ وربما أدى الانقلاب أو سوء التوجيه إلى احتراق أجزاء من المركبة في الغلاف الجوي للأرض. وقد قُدرت سرعة الاصطدام النهائية بما يتراوح 65–70 متر في الثانية (230–250 كم/س؛ 150–160 ميل/س) باستخدام محاكاة TUDAT.

## الخلفية
ابتداءً من عام 1962، أُطلق اسم كوزموس على المركبات الفضائية السوفيتية التي بقيت في مدار الأرض، بغض النظر عما إذا كانت تلك هي وجهتها النهائية المقصودة أم لا. ويستند تصنيف هذه المهمة باعتبارها مسبارًا كوكبيًا مقصودًا إلى أدلة من مصادر سوفيتية وغير سوفيتية ووثائق تاريخية. في العادة، كانت البعثات الكوكبية السوفيتية تُوضع في البداية في مدار أرضي كمنصة إطلاق مزودة بمحرك صاروخي ومسبار متصل. بعد ذلك إطلاق المسابير نحو أهدافها مع احتراق المحرك لمدة أربع دقائق تقريبًا. إذا حدث خلل في المحرك أو لم يكتمل الاحتراق، فتُترك المجسات في مدار الأرض وتعطى تسمية كوزموس.

## التاريخ
أُطلق كوزموس 482 بواسطة معزز مولنيا في 31 مارس 1972، بعد أربعة أيام من إطلاق المسبار الجوي فينيرا 8، وربما كان مشابهًا في التصميم وخطة المهمة. بعد الوصول إلى مدار حول الأرض، قامت المركبة الفضائية بمحاولة واضحة للإطلاق إلى مسار انتقالي إلى كوكب الزهرة . انفصلت إلى أربع قطع، اثنتان منها بقيتا في مدار أرضي منخفض وتحللتا خلال 48 ساعة إلى جنوب نيوزيلندا وقطعتان (يُعتقد أنها الحمولة ووحدة المحرك المنفصلة) دخلتا إلى مدار أعلى بسرعة 210 كـم × 9,800 كـم (130 ميل × 6,090 ميل) في الساعة. مدار ذو ميل 51.95 درجة. تسبب توقيت ضُبط ضبطًا غير صحيح في توقف مرحلة Blok L قبل الأوان، مما منع المسبار من الهروب من مدار الأرض.

### قطع إعادة الدخول في 1972

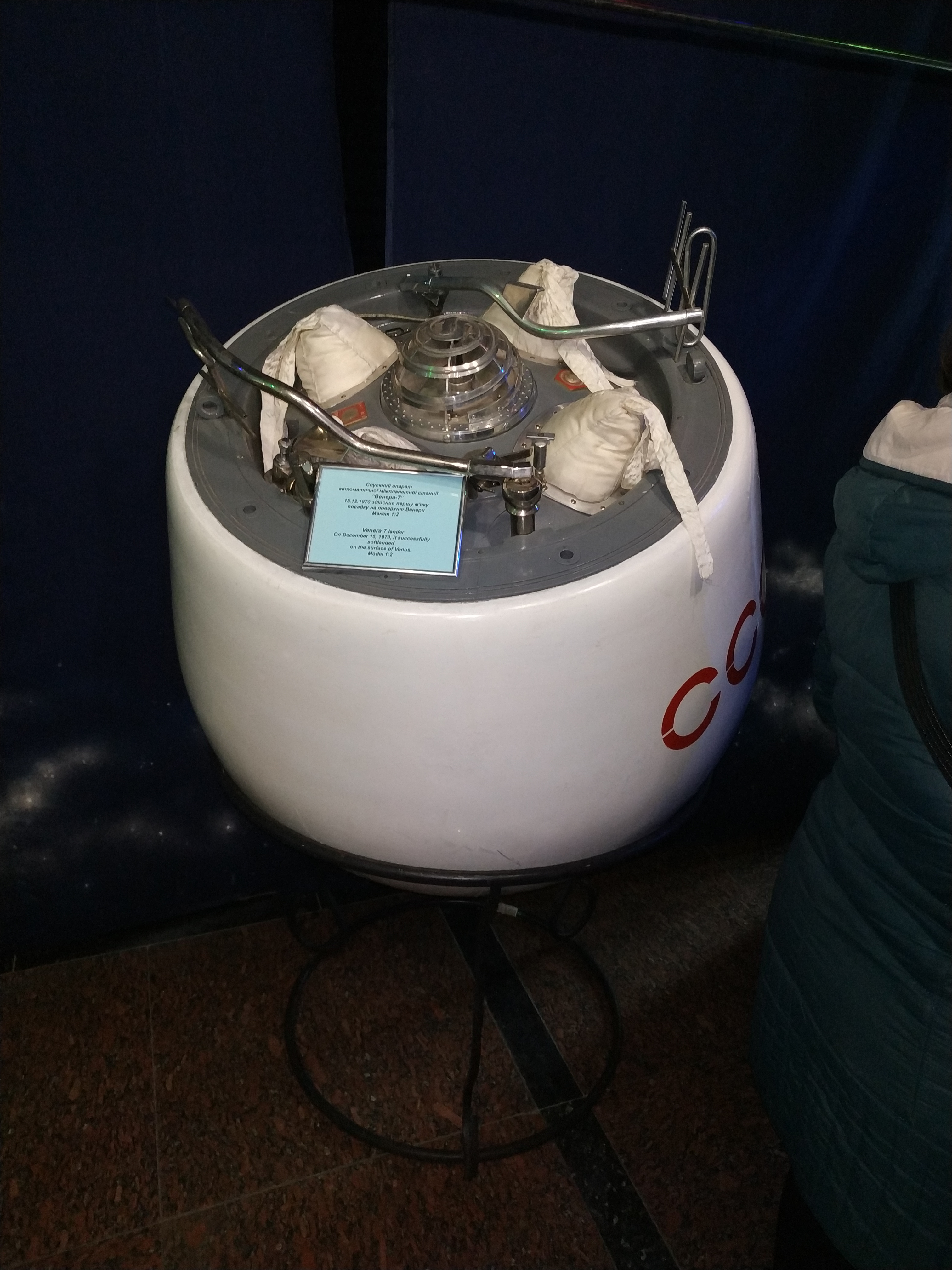
مركبة هبوط مهمة فينيرا 7

أول هذه القطع، أربع قطع حمراء ساخنة 13.6-كيلوغرام (30 رطل) كرات من سبائك التيتانيوم، بقطر 38 سنتيمتر (15 بوصة)، تحطمت في مساحة 16-كيلومتر (10 ميل) فيما بينها، خارج أشبورتون، نيوزيلندا، في الساعة 1:00 صباحًا في 3 أبريل 1972. وأحدثت الكرات الهوائية ثقوبًا في المحاصيل وجروحًا عميقة في التربة، لكن لم يصب أحد بأذى. اكتُشف جسم مشابه الشكل بالقرب من إيفيلتون، نيوزيلندا، في عام 1978.
ينص قانون الفضاء على ضرورة إعادة الحطام الفضائي إلى مالكه الوطني، لكن السوفيت أنكروا معرفتهم بالقمر الاصطناعي أو ملكيتهم له. فتنتقل الملكية إلى المزارع الذي سقط القمر الاصطناعي على أرضه. وقد قام علماء من نيوزيلندا بتحليل القطع بدقة، وتوصلوا إلى أنها سوفيتية الأصل بسبب علامات التصنيع واللحام عالي التقنية للتيتانيوم. وخلص العلماء إلى أنها ربما كانت أوعية ضغط غازية من النوع المستخدم في الصواريخ التي تطلق الأقمار الاصطناعية أو المركبات الفضائية، وأنها تحللت في الغلاف الجوي.

### إعادة الدخول في 2025
القطعة المتبقية الأخيرة في المدار، المركبة الهابطة، عادت إلى الغلاف الجوي في 10 مايو 2025، في مكان ما بين 51.95 درجة شمالًا وجنوبًا.
اعتبارًا من 10 مايو 2025، أفادت وكالة الفضاء الأوروبية أن المركبة الهابطة لم يكتشفها الرادار أثناء المرور المتوقع فوق ألمانيا في الساعة 07:32 بالتوقيت العالمي المنسق (09:32 بتوقيت وسط أوروبا الصيفي). وبناءً على ذلك، خلصت وكالة الفضاء الأوروبية إلى أن إعادة الدخول على الأرجح حدثت بالفعل في وقت سابق من ذلك الصباح.
وفقًا لوكالة الفضاء الروسية روسكوزموس، اصطدمت المركبة الفضائية بالمحيط الهندي الشرقي في الساعة 6:24 صباحًا بالتوقيت العالمي المنسق غرب جاكرتا، إندونيسيا.